# Johann Scheffer von Leonhardshoff
Johann Scheffer von Leonhardshoff, né le 30 octobre 1795 à Vienne et mort le 12 janvier 1822 dans la même ville, est un peintre autrichien, membre du mouvement nazaréen, groupe d'artistes rattachés au romantisme qui souhaitent refonder et revitaliser l'art par les valeurs spirituelles de la religion chrétienne.

## Biographie
Johann Evangelist Scheffer von Leonhardshoff est issu d'une famille noble mais désargentée de Fulda en Hesse. Il suit des études à l'Académie des Beaux-Arts de Vienne où il a pour professeur Hubert Maurer. Il y rencontre Julius Schnorr von Carolsfeld et Johann Friedrich Overbeck ; sous leur influence et celle du peintre Joseph Sutter (de) qui appartient au Mouvement nazaréen, il se détourne de l'académisme. 
En 1812, il entreprend un voyage d'études en Italie, à Venise chez sa sœur, puis à Ferrare où il contracte la tuberculose qui devait l'emporter à l'âge de 26 ans.
De retour d'Italie, il s'installe à Klagenfurt, où le prince-évêque de Gurk, Franziskus Xavier von Salm-Reifferscheldt, devient son mécène et le nomme Kammermaler. En 1814, l'évêque lui permet de faire un nouveau voyage en Italie, qui conduit l'artiste à Venise, Milan, Florence, Rome, Naples et la Sicile. À Rome, il se lie d'amitié avec le peintre Johann Friedrich Overbeck et il est admis en 1815 dans la Lukasbund [Confrérie de Saint-Luc], noyau du mouvement nazaréen. Le groupe surnomme Scheffer von Leonhardshoff en plaisantant « Raffaelino », le petit Raphael. Il est reçu par le pape Pie VII dont il fait le portrait, ce qui lui vaut de recevoir l'ordre du Christ.
En 1816, il retourne à Klagenfurt, où il tombe gravement malade. En 1819, il s'installe à Vienne ; il séjourne pour la dernière fois à Rome de 1820 à 1821. Il rentre en Autriche par Munich où il étudie les fresques de Peter von Cornelius à la Glyptothèque ; de retour à Vienne, sa maladie s'aggrave. Il meurt le 12 janvier 1822, alors qu'il n'a pas encore 27 ans.

## Œuvres
Johann Scheffer von Leonhardshoff n'a peint que peu de tableaux en raison de sa mort prématurée. Membre du mouvement nazaréen, il a peint principalement des tableaux religieux. La plupart de ses toiles sont conservées au musée du Belvedère à Vienne ; ses dessins et ses carnets de croquis avec des notes manuscrites sont conservés dans le cabinet des estampes du Belvédère.
- Portrait de jeune fille, huile sur bois, 1815-1816.
- Sainte Famille, huile sur toile, vers 1815, Alte Nationalgalerie, Berlin[3].
- L'heure du recueillement, huile sur bois, 1816.
- Vierge à l'enfant, huile sur toile, 1817.
- Tableau votif pour la famille Vargemont, huile sur toile, 1819, peint pour la chapelle funéraire du cimetière de Mödling, conservé au musée de Mödling – Thonetschlössl[4],[5].
- La mort de sainte Cécile, huile sur toile peinte à Rome, 1820-1821.
- Autoportrait, huile sur toile, 1820.
- Vierge à l'enfant, huile sur bois, 1821.

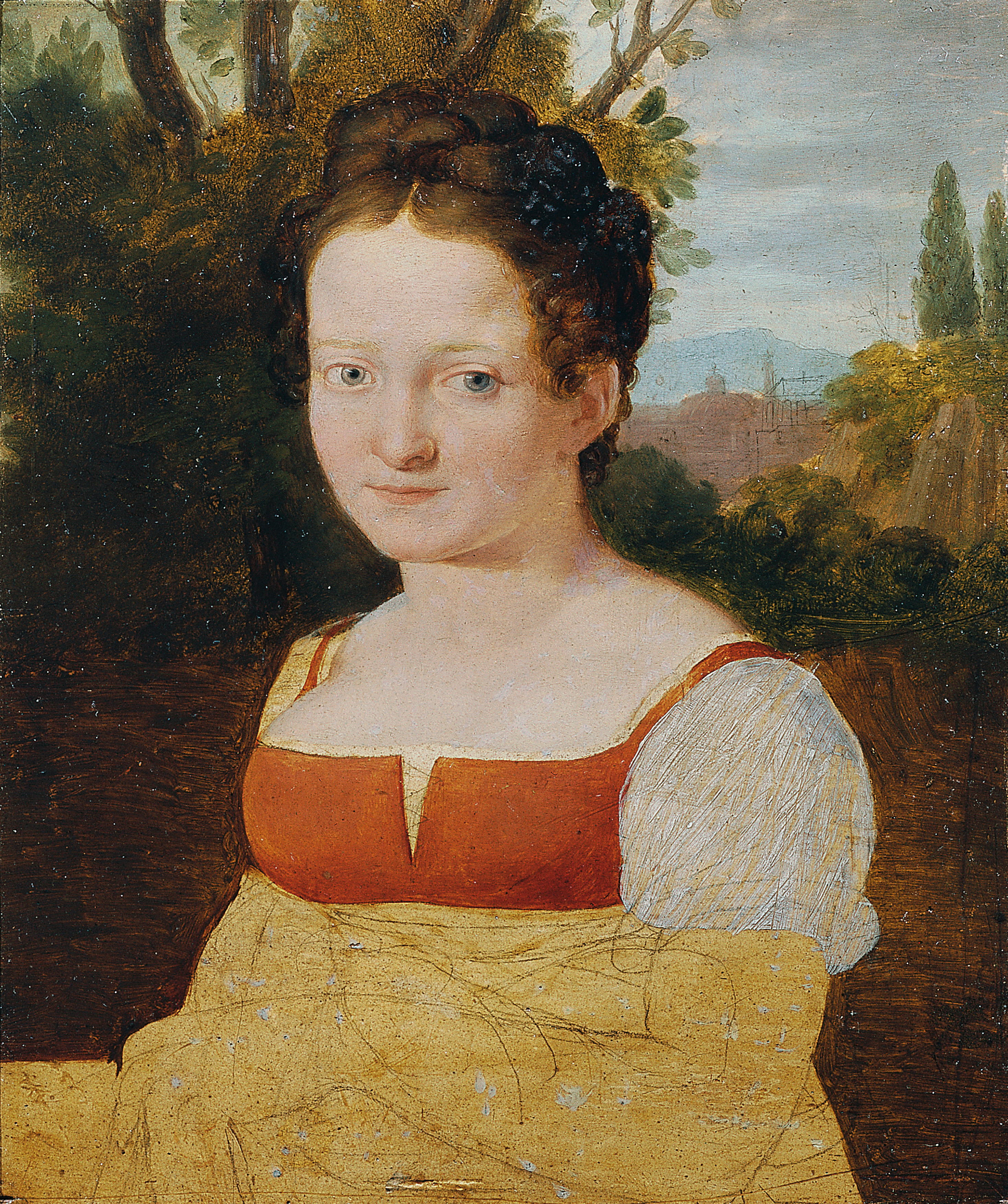
Portrait de jeune fille, 1815-1816.
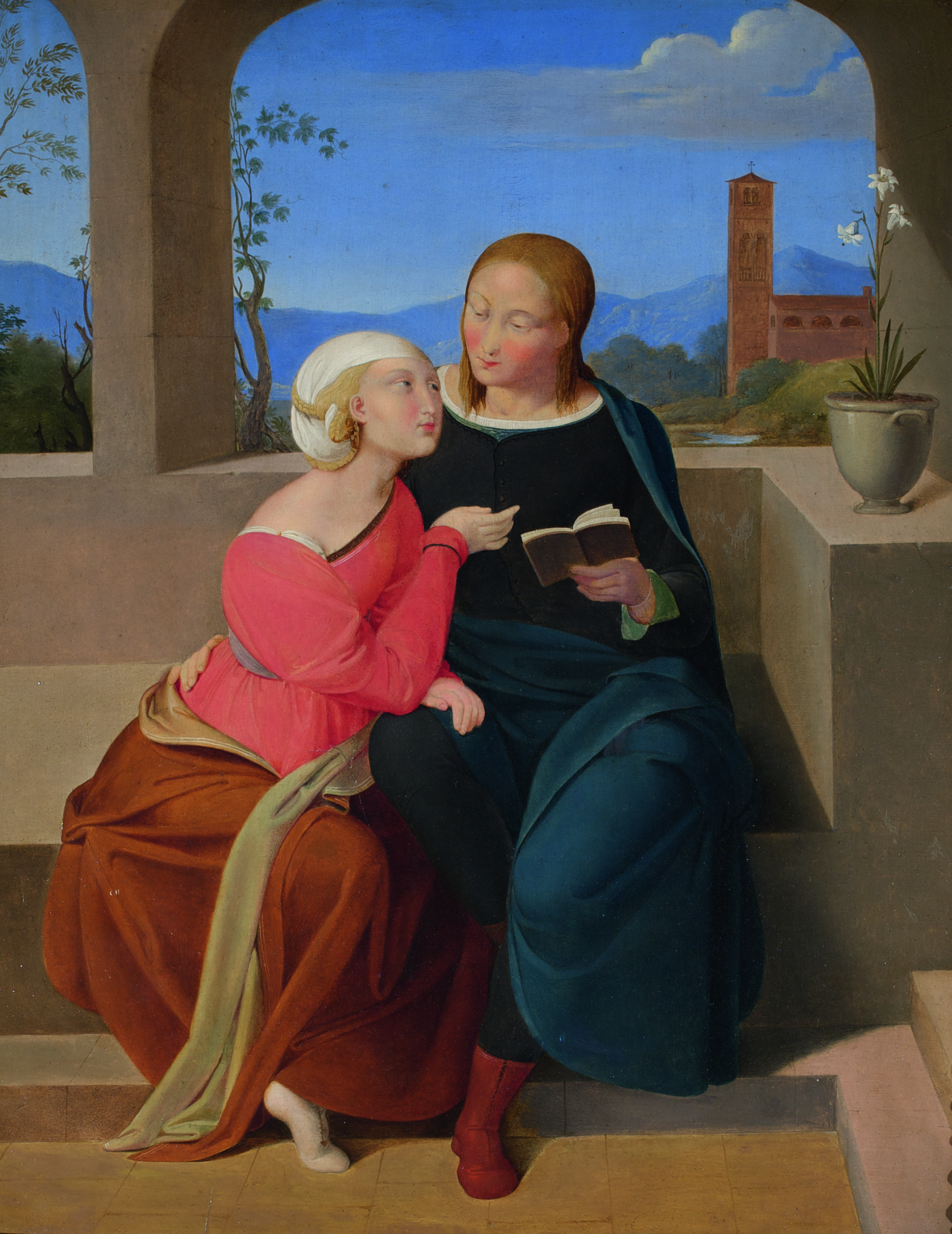
L'heure du recueillement, 1816.
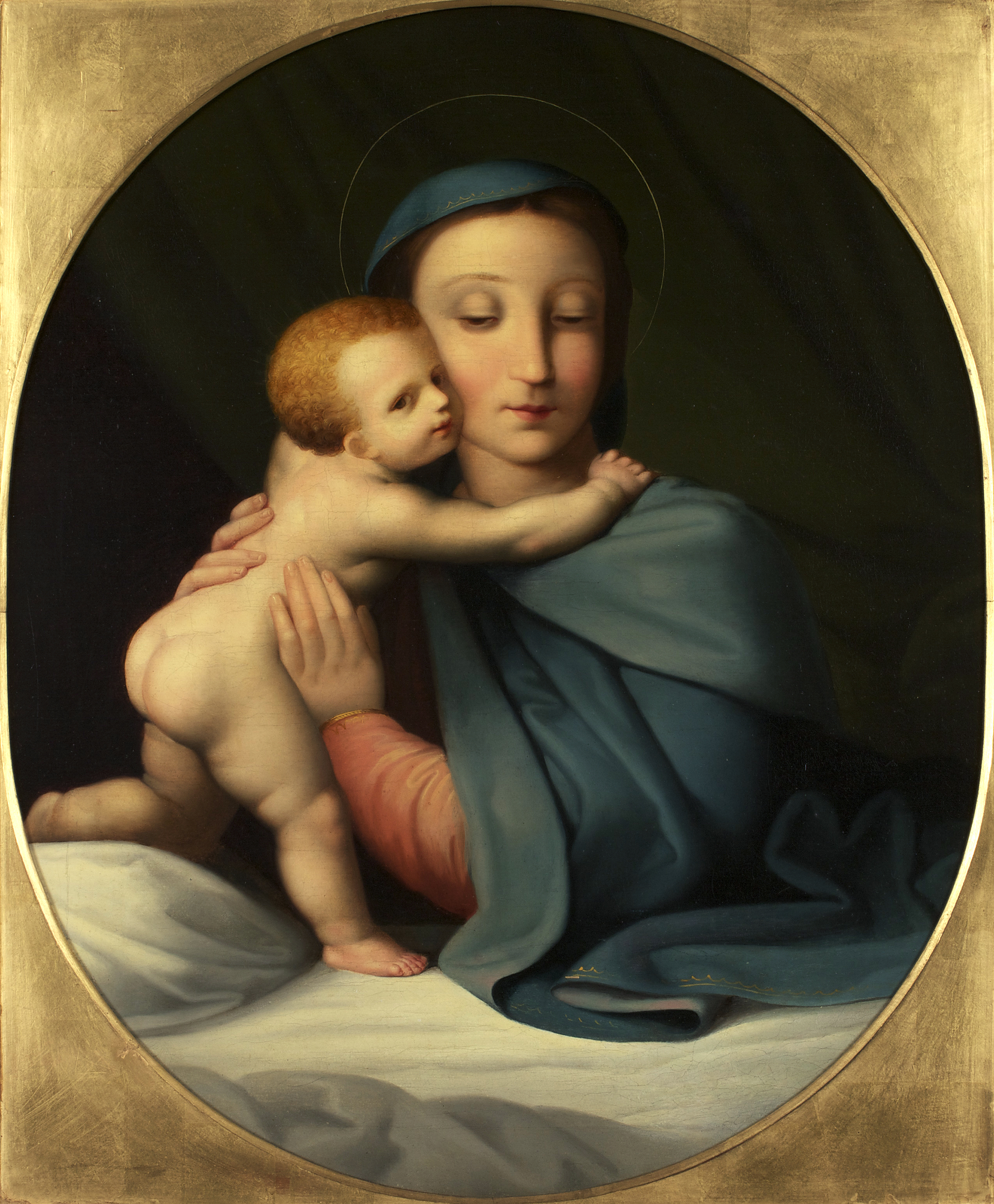
Vierge à l'enfant, huile sur toile, 1817.
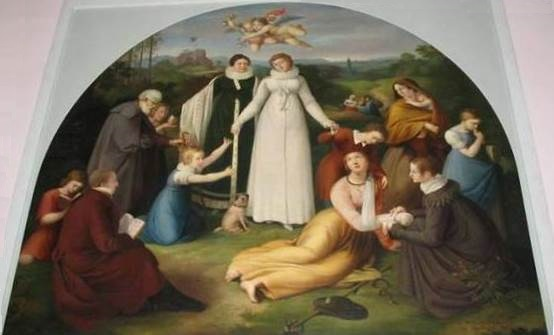
Tableau votif pour la famille Vargemont, 1819.
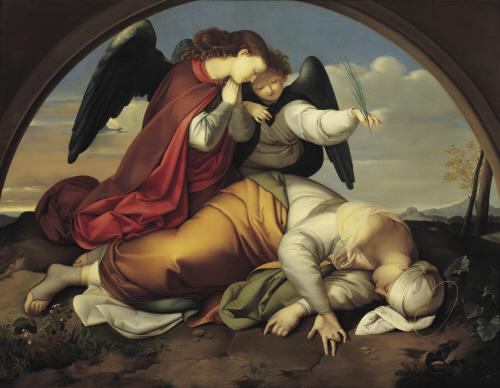
Mort de sainte Cécile, 1820-1821.
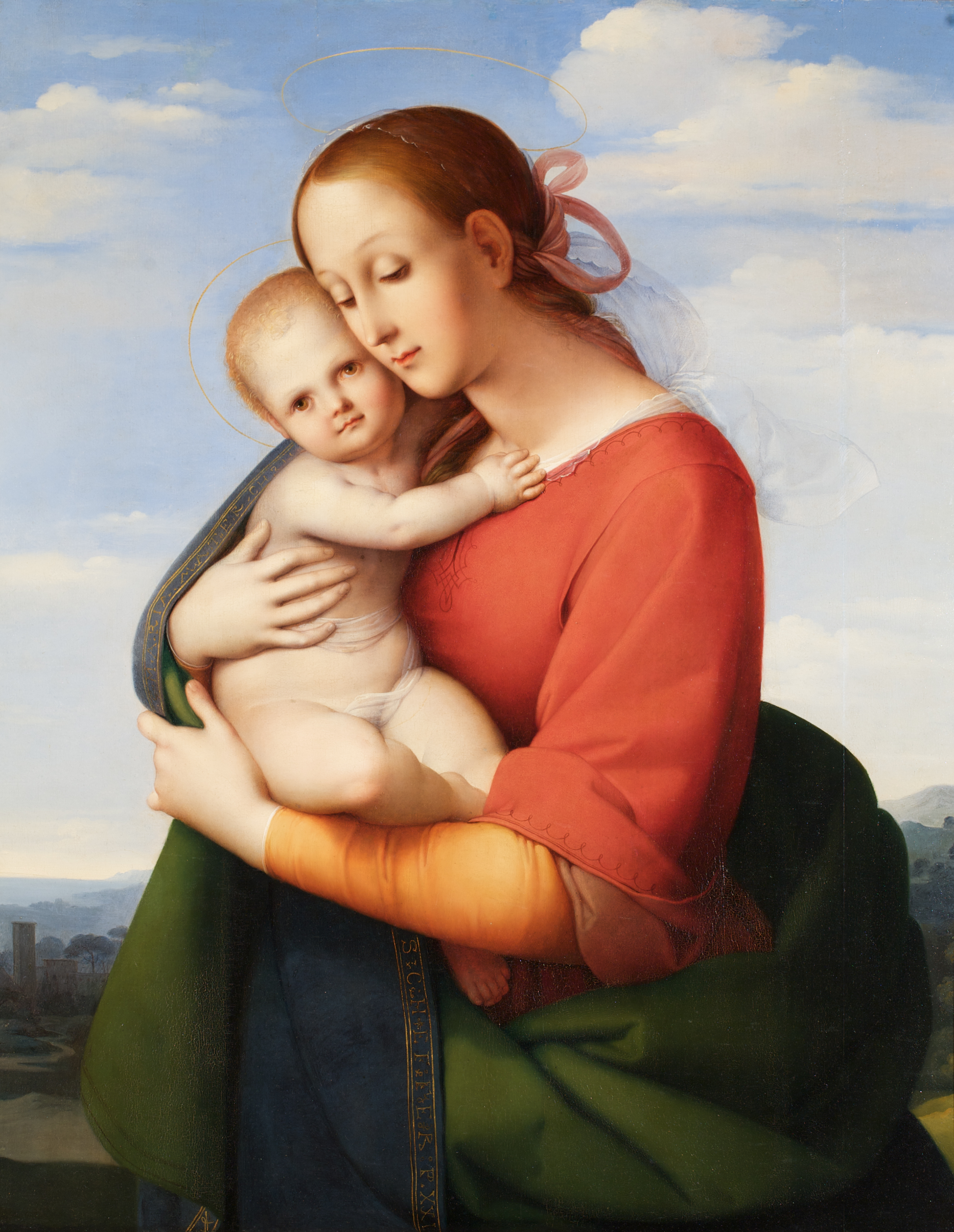
Vierge à l'enfant, 1821.

## Expositions
- 6 avril - 5 juin 1977 : Johann Scheffer von Leonhardshoff, Österreichische Galerie Belvedere, Vienne[6].